# Gradski stadion Sisak
Gradski stadion Sisak je nogometni stadion u Sisku. Smješten je u južno od centra grada, u sisačkoj četvrti Vrbina. Službeno je otvoren 1956. godine. Stadion sadrži 1442 natkrivenih sjedećih te 7000 stojećih mjesta. Domaće utakmice na njemu igra HNK Segesta Sisak.

## Povijest
Izgrađen je 1956. godine zbog sve većih potreba za modernim sportskim/nogometnim zdanjem koje bi zadovoljavalo potrebe brojnih sportskih klubova u gradu. Prvi radovi počeli su dvije godine ranije, 1954. godine, no zbog pronađenih ostataka jugoistočne nekropole davne Siscie, bili su privremeno "zamrznuti". Po izgradnji naziva se Stadion "Bratstvo-jedinstvo", no ime se mijenja 1990-tih. Osim nogometnih aktivnosti, na stadionu se također održavaju atletski treninzi i natjecanja za mlađe dobne skupine. Kompleks stadiona se sastoji od glavnog i pomoćnog terena. Veliki radovi na pomoćnom terenu izvodili su se 2010. godine, kada je je postavljena umjetna trava i izgrađena tribina s 250 sjedećih mjesta.

## Zanimljivosti
- Sezone 2001./02. domaće utakmice 1. HNL na Gradskom stadionu igrao je NK TŠK Topolovac, čije igralište nije bilo odobreno za utakmice 1. HNL-a. To je ujedno i zadnji put da se u Sisku igrao prvoligaški nogomet.

## Vanjske poveznice
| HNK Segesta Sisak | HNK Segesta Sisak                                                  | HNK Segesta Sisak |
| ----------------- | ------------------------------------------------------------------ | ----------------- |
|                   |                                                                    |                   |
| Informacije       | Klub • Navijači • Treneri • Igrači • Stadion                       | HNK Segesta Sisak |
|                   |                                                                    | HNK Segesta Sisak |
| Povijest          | prvenstveni pregled • kupski pregled • u međunarodnim natjecanjima | HNK Segesta Sisak |
|                   |                                                                    | HNK Segesta Sisak |
| Vidi još          | Kategorija                                                         | HNK Segesta Sisak |

| HNK Segesta Sisak | HNK Segesta Sisak                                                  | HNK Segesta Sisak |
| ----------------- | ------------------------------------------------------------------ | ----------------- |
|                   |                                                                    |                   |
| Informacije       | Klub • Navijači • Treneri • Igrači • Stadion                       | HNK Segesta Sisak |
|                   |                                                                    | HNK Segesta Sisak |
| Povijest          | prvenstveni pregled • kupski pregled • u međunarodnim natjecanjima | HNK Segesta Sisak |
|                   |                                                                    | HNK Segesta Sisak |
| Vidi još          | Kategorija                                                         | HNK Segesta Sisak |